# Clinidium calcaratum
Clinidium calcaratum är en skalbaggsart som beskrevs av Leconte 1875. Clinidium calcaratum ingår i släktet Clinidium och familjen hakbaggar. Inga underarter finns listade i Catalogue of Life.